# Tomba degli Hescana
Die Tomba degli Hescana (deutsch: „Grab der [Familie] Hescana“)  ist ein ausgemaltes etruskisches Kammergrab, das um 300 v. Chr. datiert. Das Grab wurde im Jahr 1883 bei Molinella, einem Ort im Bezirk von Porano nahe bei Orvieto in Mittelitalien, entdeckt.
Bei der Tomba degli Hescana handelt es sich um ein Einkammer-Grab mit einem Satteldach. Die Wände, an denen sich eine umlaufende Bank befindet, sind bemalt, doch sind die Malereien heute verblasst und nicht gut erhalten. Auf der Eingangswand sieht man den Verstorbenen auf einen Streitwagen (links) und einen dreibeinigen Tisch mit Gefäßen, daneben zwei Figuren (rechts). Auf der rechten Wand erscheinen 12 Figuren, darunter ein weiblicher Dämon mit Flügeln, zwei sich küssende Jünglinge und Musikanten. Die Rückwand zeigt den Verstorbenen in einem Mantel, der von einem weiblichen Dämon zu einem Altar geleitet wird, an dem weitere Figuren stehen. Auf der linken Wand sieht man weibliche Dämonen, einen Jüngling und Reste einer Bankettszene.